# Baueshof
Der Baueshof ist ein Weiler in der Gemeinde Gerstungen im Wartburgkreis in Thüringen. Er gehört zur Gemarkung Marksuhl.

## Lage
Der Baueshof befindet sich etwa 1,5 Kilometer westlich der Ortslage von Marksuhl an der Straße nach Wünschensuhl und Berka/Werra. Die Kreisstadt Bad Salzungen befindet sich etwa 13 Kilometer (Luftlinie) entfernt. Der Baueshof liegt in waldreicher Umgebung an der Suhl, in Höhe der Ortslage mündet von Süden kommend der Melmesbach als linker Zufluss in die Suhl, etwa 200 Meter östlich mündet der Rommelbach ebenfalls in die Suhl. Ein noch vorhandener Mühlgraben wurde angelegt, um die am Baueshof befindliche Wassermühle betreiben zu können.

## Geschichte
Der Baueshof gehört zu einer Gruppe von Höfen und Kleinsiedlungen (Clausberg, Lutzberg, Kriegersberg, Hütschhof, Frommeshof, Rangenhof, Meileshof, Lindigshof, Mölmeshof, Josthof und andere), die im Herrschaftsbereich der Frankensteiner Grafen und ihres Hausklosters Frauensee seit dem Hochmittelalter im Buntsandstein-Hügelland bei Marksuhl gegründet wurden. Mitte des 19. Jahrhunderts verfügte der Baueshof über 5 Wohnhäuser und 27 Einwohner. Der Ort war stets nach Marksuhl eingepfarrt und eingeschult gewesen.

## Verkehr
Der Baueshof liegt verkehrsgünstig an der Landesstraße 1023. Zum Baueshof verkehrt die Buslinie L-52 auf der Strecke Eisenach – Förtha – Marksuhl – Berka/Werra – Dankmarshausen – Großensee der Verkehrsgesellschaft Wartburgkreis.